# باشگاه فوتبال لو آور
باشگاه فوتبال لو آور (انگلیسی: Le Havre AC) یک باشگاه فوتبال در کشور فرانسه است.
این باشگاه که در شهر لو آور قرار دارد در سال ۱۸۷۲ میلادی تأسیس شده و سابقه ۲ قهرمانی در لیگ ۲ و یک قهرمانی در جام حذفی فوتبال فرانسه را دارد.